# Fedia graciliflora
Fédie à fleurs grêles
Espèce
La Fédie à fleurs grêles (Fedia graciliflora) est une espèce de plantes de la famille des Caprifoliacées.